# Kanton Soyaux
Kanton Soyaux (fr. Canton de Soyaux) je francouzský kanton v departementu Charente v regionu Poitou-Charentes. Skládá se z pěti obcí.

## Obce kantonu
- Bouëx
- Dirac
- Garat
- Soyaux
- Vouzan